# Tour della nazionale maschile di rugby a 15 della Francia 2012
Il tour 2012 della Nazionale di rugby a 15 della Francia si tenne nel giugno 2012 e previde due test match in Argentina contro i Pumas.
Gli incontri si tennero a Córdoba e a San Miguel de Tucumán e la serie fu pareggiata, avendo gli argentini vinto di misura il primo test match e perso nettamente il secondo.
Il confronto complessivo, nei due incontri della serie, fu di sette mete a tre per i francesi.
L'incontro di Córdoba, particolarmente rude, procedette molto legato nel punteggio (14-13 per i francesi all'intervallo) e, ancora a 5 minuti dalla fine, gli ospiti conducevano 20-16.
Ma una meta argentina al 76' di Manuel Montero, poi trasformata da Felipe Contepomi, ribaltò il risultato e lo fissò sul 23-20 per i Pumas.
Il capitano francese Pascal Papé lamentò la mancanza della necessaria freddezza e praticità della sua squadra nei momenti decisivi dell'incontro, che avevano permesso all'Argentina di rimanere in gioco fino alle ultime fasi.
Del tutto diverso, invece, il secondo incontro a Tucumán in cui la Francia si presentò in campo con determinazione: con tre mete, altrettante trasformazioni e calci piazzati la Francia si portò sul 30-3 già alla fine del primo tempo, e arrotondò il punteggio con altre tre mete nella ripresa, due delle quali trasformate.
Solo una meta argentina nel finale di Tomás de la Vega ridusse lo svantaggio dei Pumas e il punteggio finale si fissò sul 49-10 per la formazione di Philippe Saint-André.

## Risultati
| Arbitro: | George Clancy |

|                             |      |                               |
| 4' B. Agulla, 76' Montero   | mt   | 26' Picamoles                 |
| 4' e 77' F. Contepomi       | tr   |                               |
| 24', 39' e 56' F. Contepomi | c.p. | 3', 10', 22', 43' e 52' Parra |

| Arbitro: | George Clancy |

|                  |      |                                                                   |
| 74' de la Vega   | mt   | 11' Fall, 33' e 62' Huget, 39' Machenaud 55' Mermoz, 67' Lapandry |
| 74' F. Contepomi | tr   | 11', 33', 39', 55' e 67' Michalak                                 |
| 25' F. Contepomi | c.p. | 17', 27' e 30' Michalak                                           |